# Mednikarovo
Mednikarovo (bulgariska: Медникарово) är ett distrikt i Bulgarien.   Det ligger i kommunen Obsjtina Gălăbovo och regionen Stara Zagora, i den centrala delen av landet, 230 km öster om huvudstaden Sofia.
Trakten runt Mednikarovo består till största delen av jordbruksmark. Runt Mednikarovo är det ganska glesbefolkat, med 40 invånare per kvadratkilometer.